# Satoru Sakuma
Satoru Sakuma (født 7. juli 1963) er en tidligere japansk fodboldspiller og træner.
Han har spillet for flere forskellige klubber i sin karriere, herunder NTT Kanto.
Han har tidligere trænet Omiya Ardija og Ventforet Kofu.